# Carlos Avellan
Carlos Avellan (31 de maio de 1982) é um tenista profissional do Equador.
Avellan representou o Equador algumas vezes na Copa Davis.